# Городничук Євген Валерійович
Євген Валерійович Городничук (псевдо «Гриць»; 12 травня 1986, м. Лозова, Харківська область — 6 січня 2022, м. Лозова, Харківська область) — український військовик, доброволець батальйону Айдар, громадський діяч.

## Життєпис
Народився 12 травня 1986 року у місті Лозова Харківської області. Учасник АТО. Активний учасник Революції Гідності. 
Працював помічником машиніста тепловозу на залізниці. Був в.о. голови міської організації Всеукраїнського об'єднання «Свобода» та членом історичного клубу «Холодний Яр». 
Доброволець 2-ї роти Золи батальйону «Айдар». 5 серпня 2014 року, у бою на Вергунському роз'їзді передмістя міста Луганська отримав осколкове поранення у хребет і ногу. Після цього переніс три операції, дістав 2 групу інвалідності. Вийшов на роботу, але навколо гвинтів, вставлених під час операції у хребет, почалися резорбція кісткової тканини й омертвіння навколишніх тканин. Виник остеомієліт, який ускладнився свищем і заднім спондиладезом. З лютого 2015 року постійно турбували гнійні виділення. 24 грудня 2015 року переніс четверту операцію. Після того постійно проходив реабілітацію. 
Останні роки жив у місті Луцьк.
Помер 6 січня (причина смерті - не повідомляється). Похований 8 січня у місті Лозова.

## Нагороди
- Указом Президента України № 60/2017 від 14 березня 2017 року «За особисту мужність, виявлену у захисті державного суверенітету та територіальної цілісності України, самовіддане служіння Українському народу » — нагороджений орденом «За мужність» III ступеня[1].